# Jämijärvi
Jämijärvi là một đô thị của Phần Lan.
Vị trí ở tỉnh của Tây Phần Lan thuộc vùng Satakunta. Đô thị này có dân số 2.246 người (2003) và diện tích 224,27 km² trong đó có 9.96 km² là diện tích mặt nước. Mật độ dân số là 10 người trên mỗi km².
Dân đô thị này chỉ sử dụng tiếng Phần Lan